# Alan Rosenberg
Alan Rosenberg (Passaic, 4 oktober 1950) is een Amerikaans acteur. Hij werd in 1995 genomineerd voor een Emmy Award voor zijn eenmalige gastrol als Samuel Gasner in de dramaserie ER (aflevering Into That Good Night). Een jaar later werd hij samen met de gehele cast van de komedieserie Cybill genomineerd voor een Screen Actors Guild Award.
Rosenberg speelde in onder meer:
- The Guardian
- Cybill
- L.A Law
- Ryan's Hope
- Chicago Hope
- Suits als William Sutter

Rosenberg heeft ook gastrollen gehad in onder meer:
- CSI: Crime Scene Investigation
- Coach
- ER
- L.A Doctors
- Numb3rs
- NYPD Blue